# Буттлар
Буттлар (нім. Buttlar) — громада в Німеччині, розташована в землі Тюрингія. Входить до складу району Вартбург.
Площа — 21,27 км2. Населення становить 1236 ос. (станом на 31 грудня 2021).